# 반닌현
반닌현(베트남어: Huyện Vạn Ninh / 縣萬寜)은 베트남 중남부 해안 지방에 있는 카인호아성의 현이다. 현도는 국도 1A에 근처에 위치한 깜득(Cam Đức)에 있다.

## 행정 구역
반닌현은 1시진, 12사를 관할한다.

### 시진
- 반자 시진 (Thị trấn Vạn Giã, 萬也市鎭)

### 사
- 다이라인 사 (Xã Đại Lãnh, 大嶺社)
- 반빈 사 (Xã Vạn Bình, 萬平社)
- 반흥사 (Xã Vạn Hưng, 萬興社)
- 반카인 사 (Xã Vạn Khánh, 萬慶社)
- 반롱 사 (Xã Vạn Long, 萬隆社)
- 반르엉 사 (Xã Vạn Lương, 萬良社)
- 반푸 사 (Xã Vạn Phú, 萬富社)
- 반프억 사 (Xã Vạn Phước, 萬福社)
- 반탕 사 (Xã Vạn Thắng, 萬勝社)
- 반타인 사 (Xã Vạn Thạnh, 萬盛社)
- 반토 사 (Xã Vạn Thọ, 萬壽社)
- 쑤언선 사 (Xã Xuân Sơn, 春山社)